# Đuôi cụt đầu đỏ
Đuôi cụt đầu đỏ hay đuôi cụt lam (danh pháp hai phần: Hydrornis cyaneus) là một loài chim trong họ Pittidae. Nó được tìm thấy tại Bangladesh, Bhutan, Campuchia, Trung Quốc, Ấn Độ, Lào, Myanmar, Thái Lan và Việt Nam. Môi trường sống tự nhiên của nó là rừng đất thấp ẩm ướt nhiệt đới hoặc cận nhiệt đới và rừng núi cao ẩm ướt nhiệt đới hoặc cận nhiệt đới.